# Лоран, Поль Альбер
Поль Альбер Лоран (фр. Paul Albert Laurens; 18 января 1870[…], VI округ Парижа — 27 сентября 1934, Тулон) — французский художник.

## Биография

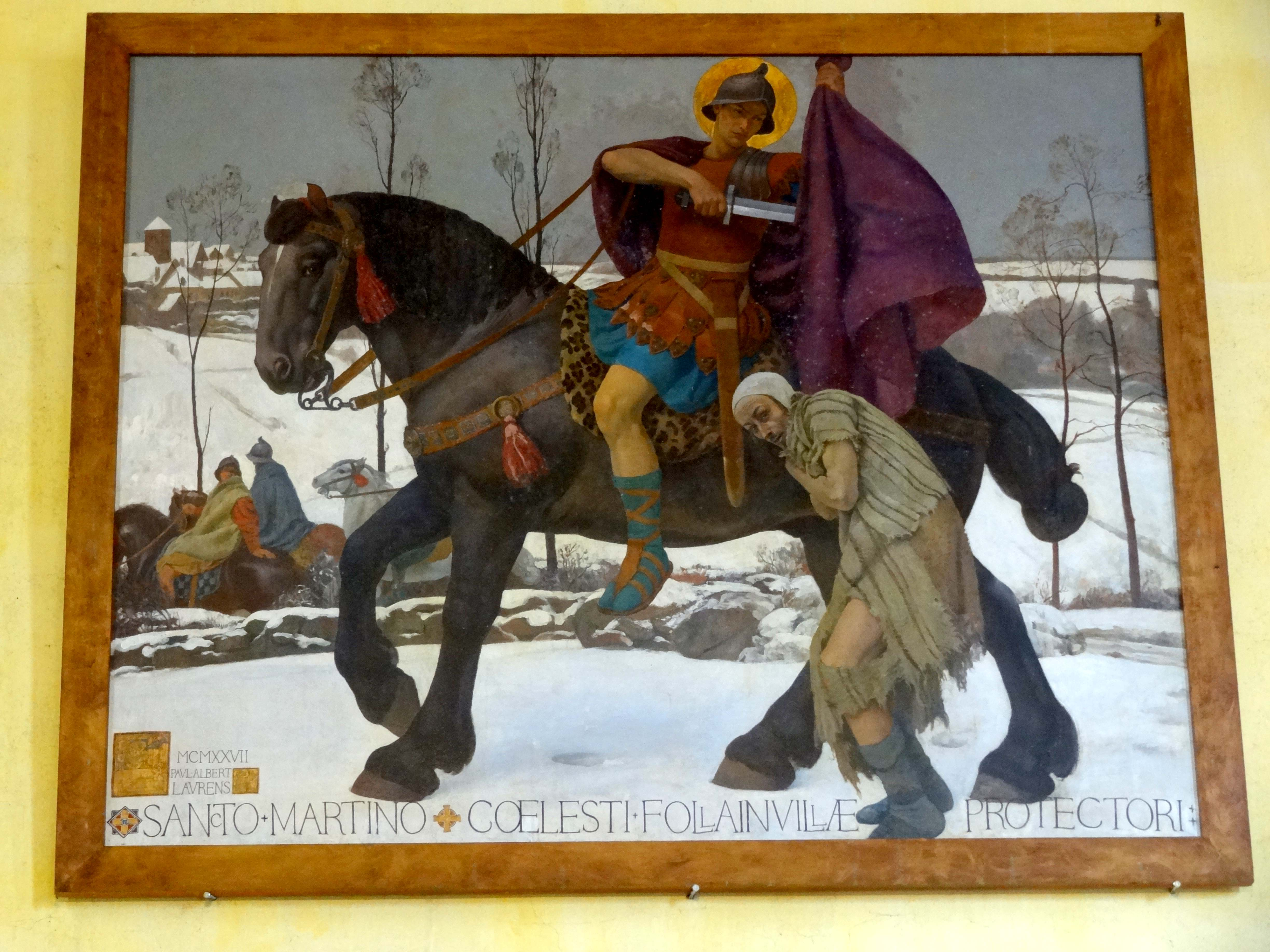
Святой Мартин. 1927

Родился в 1870 году в Париже. Сын исторического живописца Жана Поля Лорана (1838—1921). Вскоре после начала Франко-прусской войны Лоран-старший перевёз семью в свою родную деревню Фуркево (департамент Верхняя Гаронна), где они смогли благополучно пережить войну. После окончания кровопролитных событий войны и коммуны семья вернулась в Париж, где Поль Альбер Лоран посещал школу.
Его школьным другом стал будущий писатель Андре Жид, вместе с которым они в дальнейшем (в 1894 году) посетили сперва Тунис, а затем Алжир, где остановились в городе Бискра и провели там некоторое время. Из Алжира Жид и Лоран отправились в Италию, где посетили Сицилию, Рим и Флоренцию. Спустя 30 лет, в 1924 году, Лораном был создан портрет писателя.

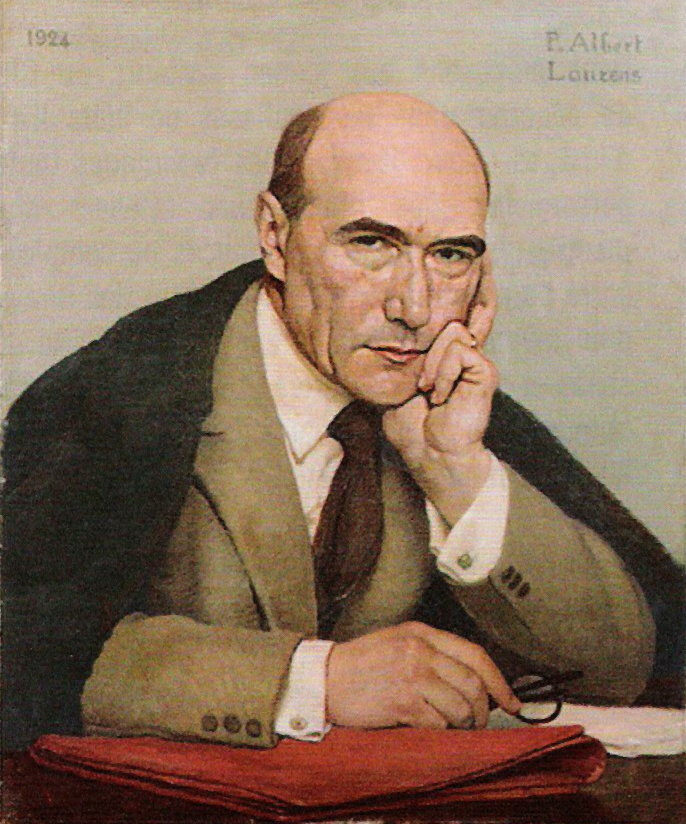
Писатель Андре Жид. 1924, Музей Орсе

С 1890 году, после окончания средней школы, Лоран учился живописи в парижской Академии Жюлиана, где преподавал его отец (в дальнейшем он сам тоже стал преподавателем Академии Жюлиана).
В 1900 году Лоран женился на Берте Герен и переехал с ней в дом № 126 на бульваре Монпарнас, в то же здание, где проживал художник-символист Рене Менар, известный в России как учитель Бориса Кустодиева.
Много работал как художник-иллюстратор.
Около 1912 года вместе с отцом работал над росписью интерьеров Тулузской ратуши. Во время Первой мировой войны, вместе с рядом других художников, привлекался к работе над созданием военного камуфляжа.
С 1919 по 1934 год Лоран был профессором рисунка в Политехнической школе. В 1933 году был избран членом Академии изящных искусств (по секции живописи). В том же году стал офицером ордена Почётного легиона (ранее уже являлся его кавалером).
Скончался в 1934 году в Тулоне.